# 云南基督教青年会旧址
基督教青年会旧址位于云南省昆明市五华区护国街道祥云街社区鼎新街4号，系原云南基督教青年会所在地。

## 历史
旧址建筑于1932年4月开始施工建设，由著名建筑设计师李锦沛设计。1933年8月，云南基督教青年会在施工现场举行奠基礼，原民国时期云南省主席龙云为奠基石题写了“非以役人，乃役于人”的青年会会训。1934年底全部工程完工，云南基督教青年会正式投入使用。

## 建筑
整栋建筑平面呈“L”型。主楼设于转角处，为五层八边形塔楼，八角攒尖顶，正立面设露台，下设大门，装饰以西式悬柱、浮雕等；主楼两侧为三层楼房，悬山顶，内走廊，外窗皆设西式园拱石套。该建筑巧妙地将中西建筑元素融为一体，是昆明地区近现代具有典型风格的建筑。2002年公布为区级文物保护单位。2011年公布为市级文物保护单位，2012年公布为第七批省级文物保护单位。